# Lobelia spicata
Lobelia spicata är en klockväxtart som beskrevs av Jean-Baptiste de Lamarck. Lobelia spicata ingår i släktet lobelior, och familjen klockväxter. Inga underarter finns listade i Catalogue of Life.

## Bildgalleri

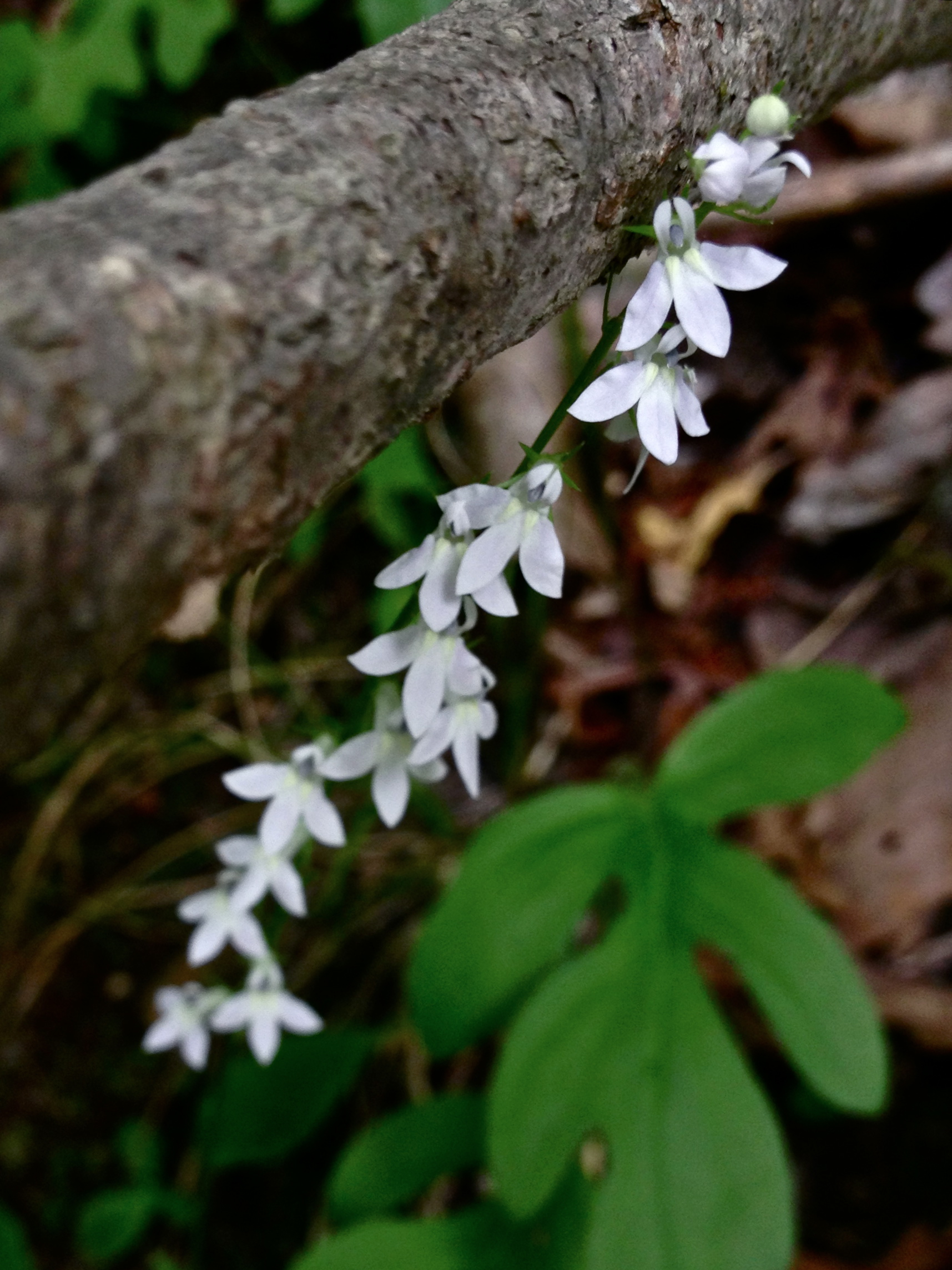
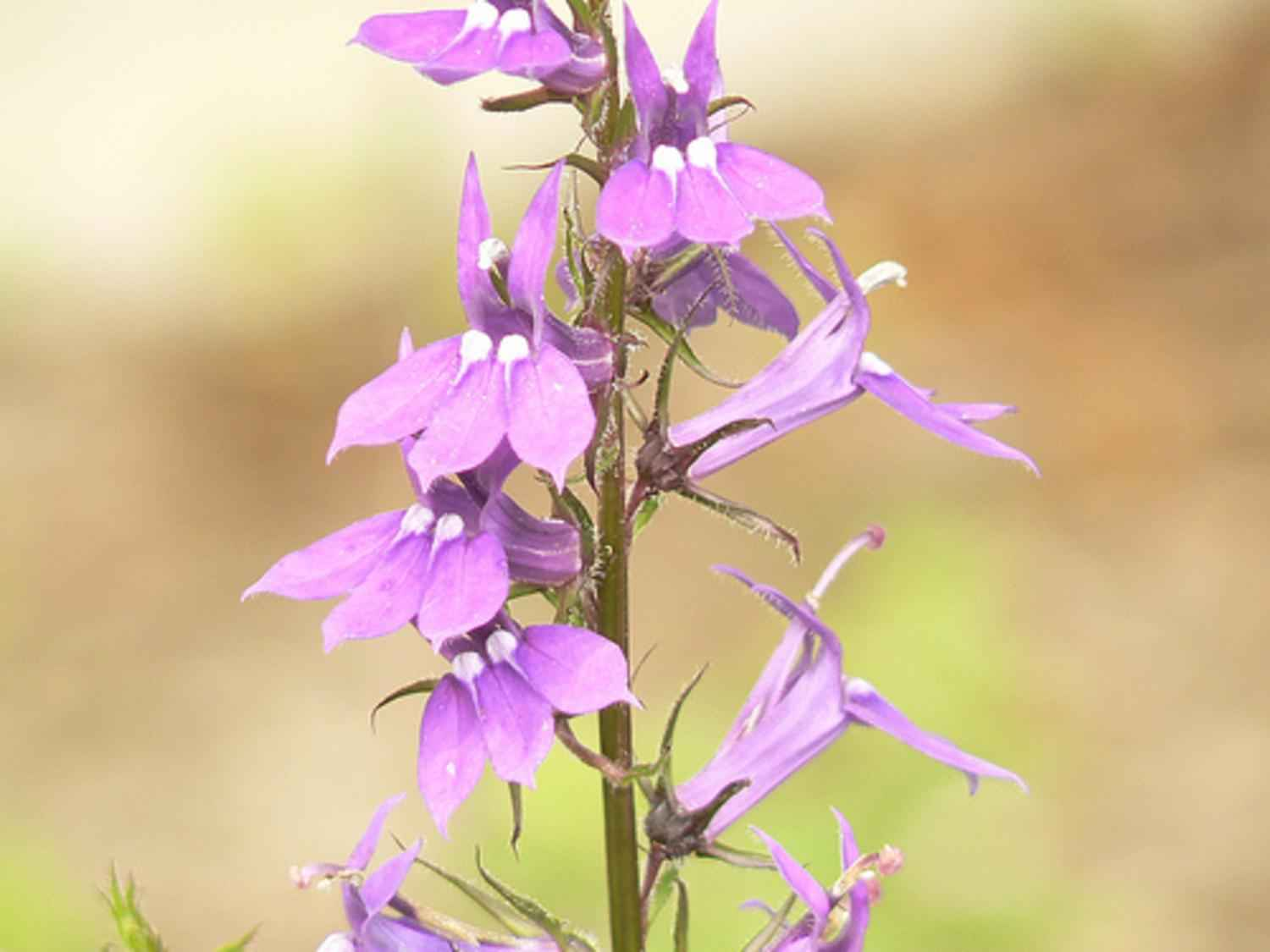
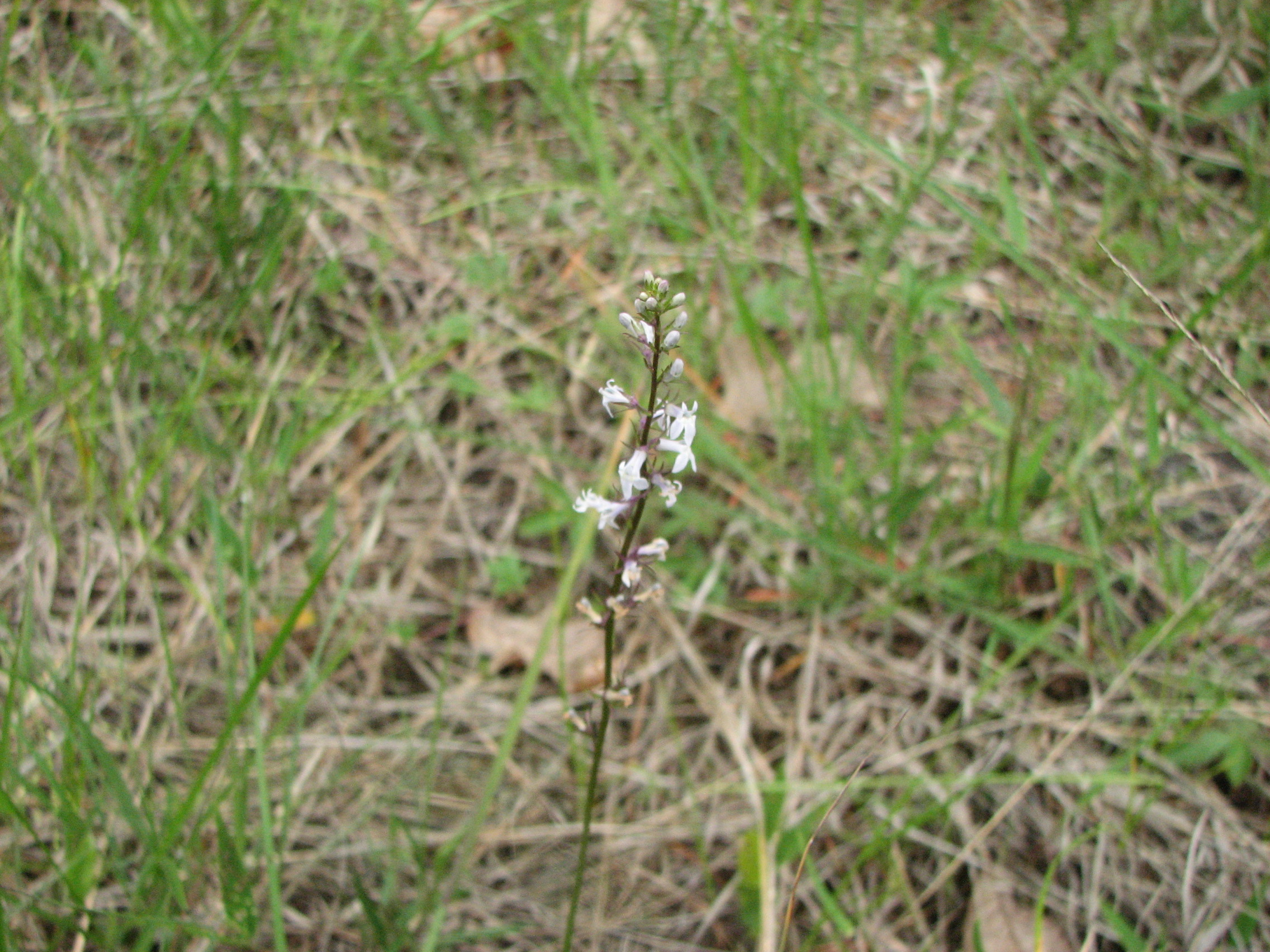
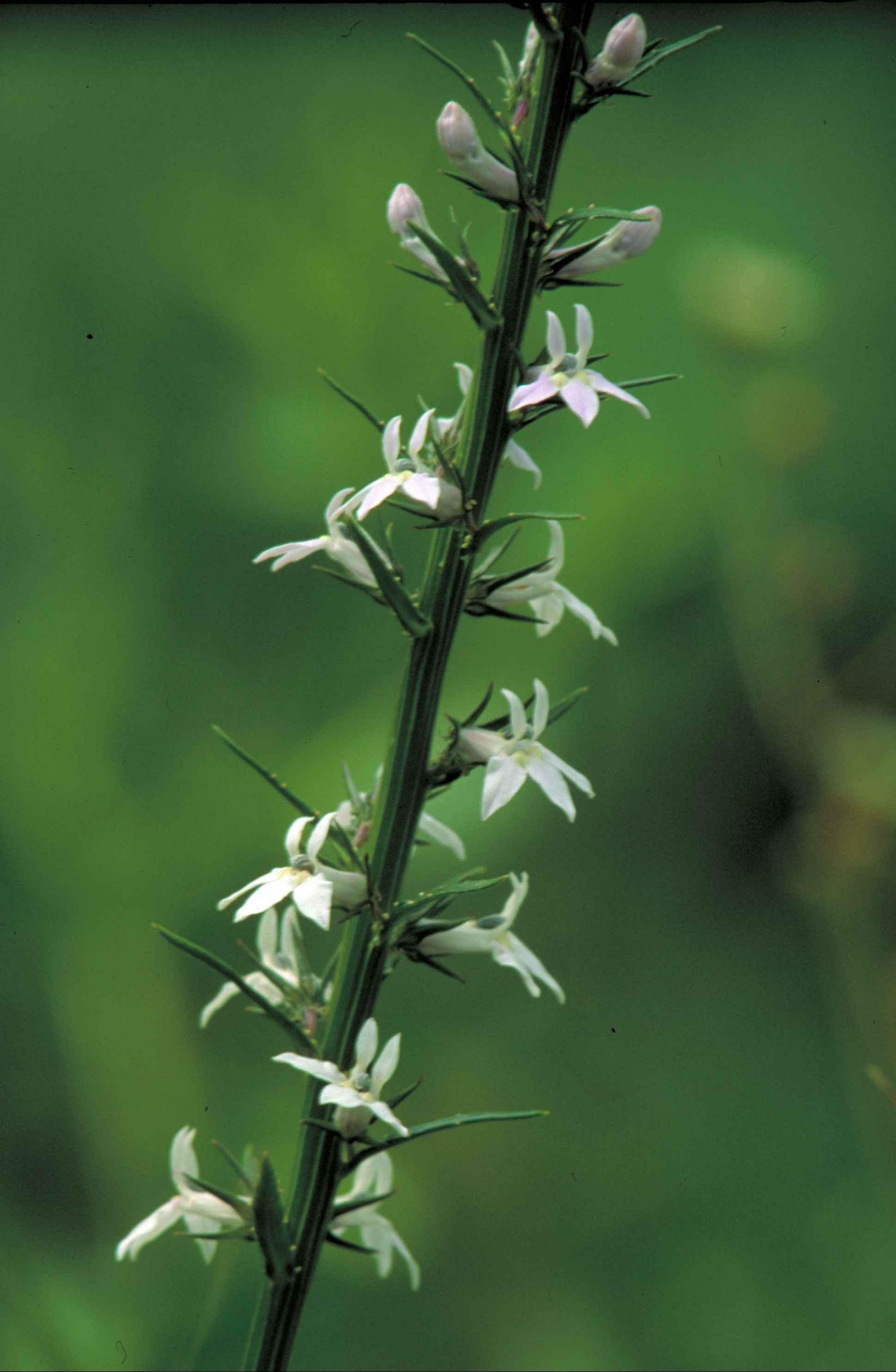